# Isonychus arbusticola
Isonychus arbusticola är en skalbaggsart som beskrevs av Wilhelm Ferdinand Erichson 1847. Isonychus arbusticola ingår i släktet Isonychus och familjen Melolonthidae. Inga underarter finns listade i Catalogue of Life.